# 61式大型雪上車
61式大型雪上車（ろくひとしきおおがたせつじょうしゃ）は、陸上自衛隊が装備していた雪上車である。「61式6t雪上車」とも呼称される。

## 概要
保安隊における国産雪上車の開発は1952年から始まった。元々、冬季の降雪地でしか使用できない雪上車は、部隊において通常のトラックとの二重運用が必須であり、管理運用の煩雑を避けるためにも1系列のみ採用することが想定されていた。しかし、中型雪上車（後の60式3t雪上車）は開発の段階で当初目標とされていた105mm砲の牽引が様々な理由から不可能と判断されていたため、その時点で代わって105mm砲を牽引する車両が求められることとなった。
中型雪上車の開発はまず車両を作ってから運用を行い性能を確認しつつ仕様を固めていくという方針で行われたが、新たな大型雪上車の開発に当たっては最初から陸上自衛隊が運用方針を固めて防衛庁技術研究所への性能要求を行った。陸幕は運用方法として「積雪路上を人員10名または弾薬1tを積載し、105mm砲または1トンカーゴ橇の牽引ができて、陣地進入が可能であること」を示し、具体的な性能として以下を要求した。
- 全備重量5t、積載状態の接地圧0.1kg/cm2。
- 2.5tの105mm砲を牽引荷重として1砲班員（11名）の乗車、または1tの弾薬を標準積載重量として、新雪で14度以上の登坂と30km/hの最高速度を出せるようにする。
- 行動距離150km、夏でも道路を走れるようにする。
- 自衛隊で使用される車両との部品互換性を高める。

大型雪上車は1955年からA型大型雪上車の名称で開発が始まったが、中型雪上車の技術を転用し新規に開発する部分を極力減らそうとした方針が仇となり、1958年まで実施された試験において性能不足や破損などの問題が相次いだ。そのため、1957年からはB型雪上車として全く新しい大型雪上車の開発が始まっていた。
1961年、試験を踏まえてB型雪上車に改良を施したものが61式大型雪上車として制式採用された。61式は前年に試験用として調達された4両に加えて以後91両、合計95両が調達され、1979年に78式雪上車へと更新された。

## 諸元
- 全長：5,340mm[6]
- 全幅：2,500mm[6]
- 全高：2,200mm[6]
- 車両総重量：6,500kg[6]
- 最大積載量：1,280kg[6]（人員なら11名）
- 乗員：2名
- 最高速度：35km/h[6]
- 登坂能力：約tanθ25%[6]
- エンジン名：水冷4サイクル6気筒ディーゼル[6]
- 出力：155ps/2,600rpm[6]
- 製作：小松製作所、大原鉄工所[6]